# 珊瑚

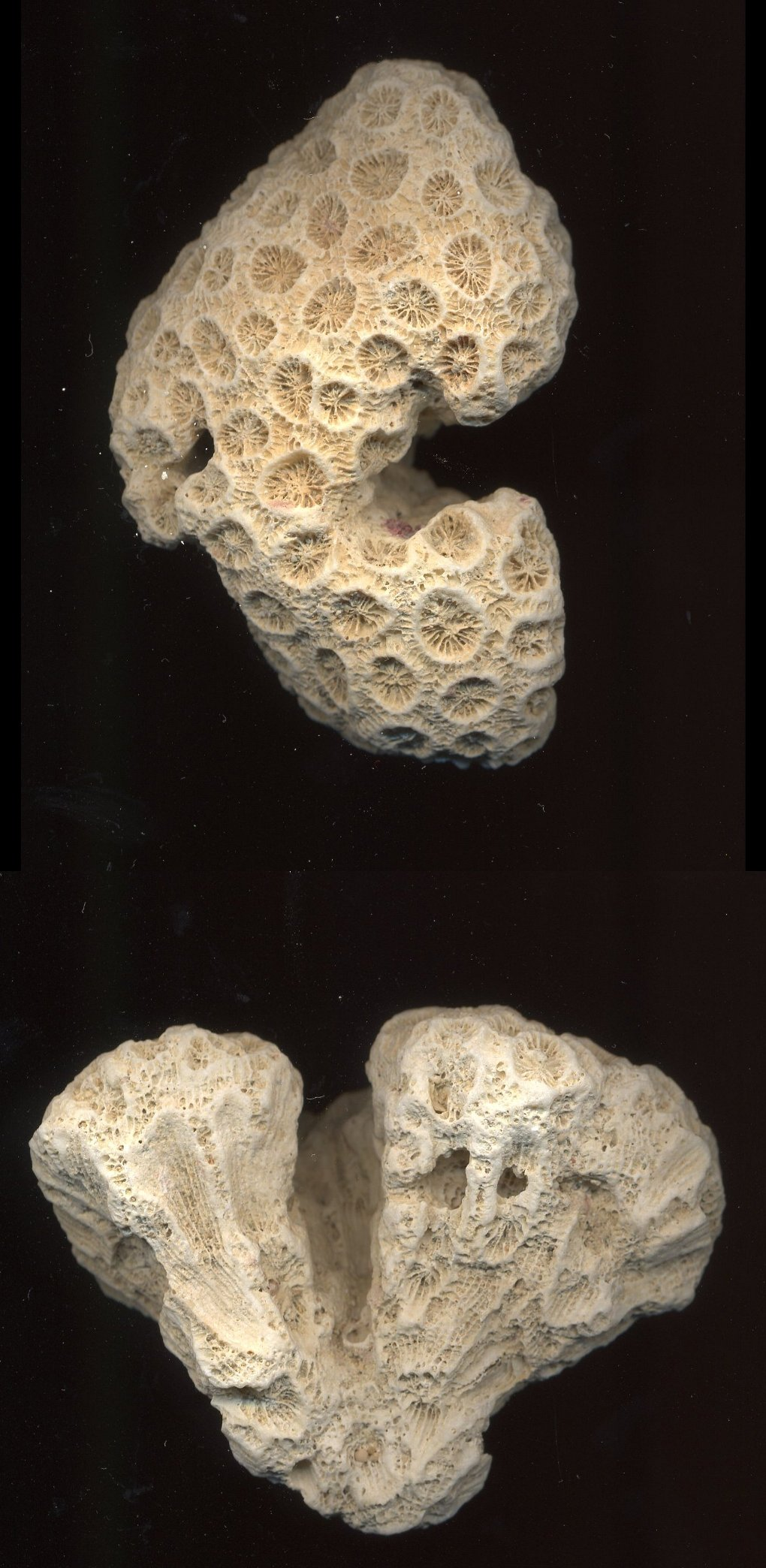
珊瑚骨

珊瑚，在生物分類學上被泛指为屬於刺胞動物門 (Cnidaria) 珊瑚蟲綱 (Anthozoa) 的一類海生無脊椎動物，其涵蓋现代的海葵、石珊瑚、红珊瑚以及已灭绝的四射珊瑚、横板珊瑚等，故为珊瑚纲物种的總稱。而這個由整个珊瑚族群所構成的腔肠动物门中的纲，其下分为横板珊瑚亚纲、四射珊瑚亚纲、六射珊瑚亚纲和八射珊瑚亚纲共4个亚纲。自寒武纪爆发以來，珊瑚歷經了数起大規模绝灭事件，但有大部分種類仍存延至今，被視為活化石的代表之一。
然而，人們常在商店中所看到的珊瑚，往往只是珊瑚的骨骼，那是並不具備生命活性的部份；珊瑚的生命體的部份是珊瑚蟲 (coral polyp) ，其以此為基本單位，再由數個珊瑚蟲經由合併形成群體，故其行群體生活。雖然，「一株」珊瑚是由若干珊瑚蟲个体(polyps)形成的复体(colony)，但卻是一種構造簡單的生命體，缺乏專門用於循環、呼吸和排泄的器官，其物質的運輸主要依靠膠質體液的擴散作用進行。在珊瑚蟲呼吸時，水中的氧氣可以直接通過體細胞的擴散作用進入體內，無需其他輔助器官；代謝產生的二氧化碳也直接擴散到環境中，而且由於無心臟、血管等結構，因此養分的運輸須靠體液的流動，體內遍佈神經網絡，但無中樞神經。此外，雖然它們是動物，但通常行固著性生活且只能固著在某處，僅有少數部分能夠移動其身體，而大多則無法移動。
在生長過程中，珊瑚蟲不斷分泌碳酸鈣並形成骨骼，後代繼而附在身上。曾經，因为牠的此種外形與岩石高度相似，首次被古希臘人認為這是某種寶石。後來，由於 (除浮浪幼蟲外) 珊瑚蟲終生附於特定位置，再度被誤認爲植物。直至19世紀末，牠才最終被確定為動物。另外，珊瑚是珊瑚蟲產生的支撐結構；蟲呈圓筒型，其中央有口與內腔食道相接。

## 特征
珊瑚石的主要化学成分为碳酸鈣 (CaCO3)，以微晶方解石集合体形式存在，成分中还有一定数量的有机质。折射率为1.486～1.658，莫氏硬度为3.5～4，相對密度为2.6～2.7g／cm3，黑色珊瑚密度较低，为1.34g／cm3。性脆，遇盐酸强烈起泡，无螢光。
珊瑚是固著的動物，不能移動，並且外形像花像樹，容易被誤認為生長在海底的植物。但實際上珊瑚的能量獲取仰賴共生藻，本身無光合能力。
- 身体为圆筒形单体，或为多种形状的複合群体，终生水螅型。體內多有螢光蛋白，因此珊瑚具有不同顏色的外表。
- 口呈現卵圆或裂缝形，咽喉侧扁。部分物種外皮部分的細胞內部可以與蟲黃藻共生。
- 内腔被体壁伸展的隔膜分为若干小室，隔膜上部与咽喉相连接，下部游离，游离缘有弯曲肥厚的隔膜丝，被稱作腸係膜，其上有生殖腺。
- 雌雄大部分同體，少數异体。有卵同時排放的特殊生殖生態。
- 有些珊瑚外层能分泌石灰质的骨骼，在海洋中堆积成珊瑚礁。

## 生物学分类
近千年来，人们对珊瑚的定位一直很模糊，因为珊瑚同时具有植物和动物两者的特点。亞里士多德最初稱這種生物為「zoophyta」，意思是介乎動物與植物之間的生物。十世紀時，波斯學者比魯尼以珊瑚能够对触摸做出反应为由，曾提議將牠們歸於動物，但直到18世紀， 威廉·赫歇爾在显微镜下观察到了珊瑚细胞具有动物细胞特征，牠們才被正式併入動物界。如今，全世界的珊瑚約有1500種，它们被归类为六射珊瑚亚纲(Hexacoralla)和八射珊瑚亚纲(Octocoralla)。

## 珊瑚的分类
- 珊瑚从結構和形态分为石珊瑚及軟珊瑚。

## 生态
珊瑚可分为单体珊瑚和群体珊瑚，或以造礁能力分为造礁珊瑚与非造礁珊瑚。

### 藻类共生
珊瑚蟲難以移動，只能依靠觸手捕捉接近自身的浮游生物和以食物殘渣為食，行為受限的珊瑚不免顯得非常被動。珊瑚蟲代謝時，會釋放出二氧化碳以及氮、磷等，成為藻類的養分，藻類則以光合作用產生的氧气和有機物回饋，彼此互利共生。由於共生藻的所在地須滿足光合作用的必要條件，許多珊瑚都分布在陽光可照射至的深度，約在水深200m內。雖然常見的珊瑚外表有各種顏色，但許多珊瑚蟲本身卻是灰白色的，其大部分色彩來自共生藻類（如蟲黃藻）；因應各種珊瑚蟲共生藻類的不同，牠們在數億年的演化中相互決擇。當珊瑚體內共生藻數量下降時，會造成珊瑚白化的現象。

### 珊瑚虫骨骼
珊瑚的「生長」指珊瑚蟲鈣化、堆積形成骨骼。而珊瑚的生長速率十分緩慢，每年僅增長大約一公分，在生長時牠们會以分泌碳酸鈣的方式形成鈣質骨骼，因此珊瑚的主要成分為碳酸鈣 (CaCo3) 。有些珊瑚蟲也會吸附海洋中的各種元素而形成不同顏色，故每棵珊瑚都有不同的生長紋路與顏色分布、白心等特徵。
温度是影响造礁珊瑚生长的限制性因素，海水中二氧化碳的溶解度与温度成负相关，而造礁珊瑚需要海水中具有较高浓度的二氧化碳方能分泌骨骼。只有海水的年平均温度不低于20℃，珊瑚虫才能造礁，而其最适温度范围为22-28℃。

### 栖息地
造礁珊瑚的主要棲息地分布於热带及亚热带海域，該等地方多是阳光充足、水质清澈的浅海区，並为其提供了理想的生長環境，可形成包括珊瑚礁、珊瑚岛。根據世界分布圖，從中可見珊瑚的生長區域多數位於緯度±10°範圍之內，而在圖中顯示的菲律賓、馬來西亞、印尼、東帝汶、巴紐、所羅門群島之間的海域即是珊瑚生長較密區塊所形成的一個三角形，人們則稱其「珊瑚金三角」。此外，牠們亦現於地中海、非洲红海、西班牙大西洋沿岸、澳大利亚大堡礁、日本小笠原群岛至琉球群岛海區、臺灣（基隆、高雄西子灣、屏東墾丁和澎湖群島）、南海和加勒比海等地區。
非造礁珊瑚由于无虫黄藻共生，无需充足阳光，因而分布范围较造礁珊瑚广泛。有些居住在位於上千公尺深的海底的深海珊瑚，其無需依靠藻類提供養分；這類珊瑚的顏色有紅、紫等等，一般都是珊瑚蟲本身的顏色，或因化能合成生物共生在其體内。

##### 香港
香港位於太平洋熱帶地區的北面邊緣，冬季水温較低，當海流向東時會受珠江出海口影響，水質較淡，因此無龐大的珊瑚礁，祗有外港及離島零散的珊瑚群落。整體而言，該地雖並非理想的珊瑚棲息地，但仍有12科28屬84種珊瑚。

### 生物互作  (生物間的交互作用)
依靠珊瑚作為棲所的魚類更多達全世界魚類總數的3/4，因此珊瑚礁孕育了十分龐大的生態系。
珊瑚的常見天敵是棘冠海星，其專門獵食珊瑚蟲並粉碎其骨骼。

## 珊瑚与人类活动

### 保护与法律

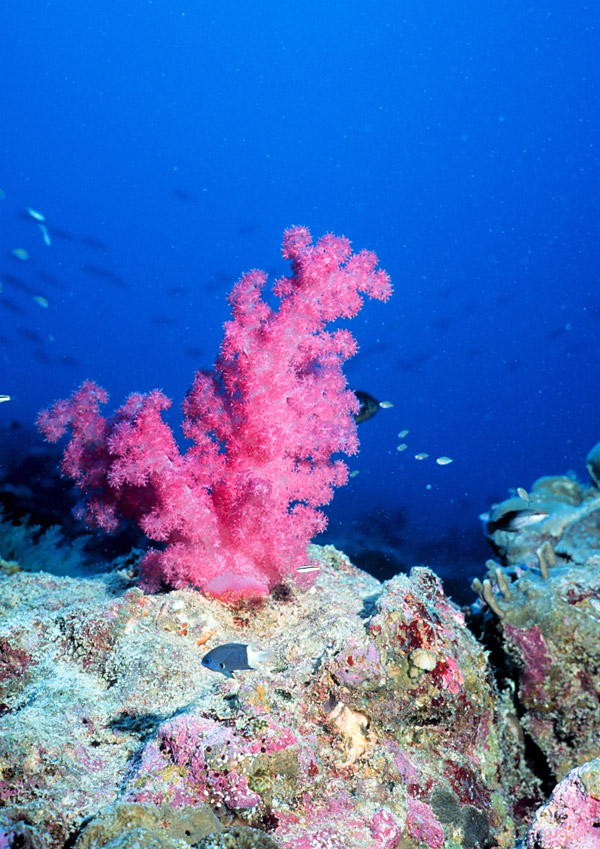
粉色珊瑚

#### 收錄於《華盛頓公約》的珊瑚
CITES II 
- 蒼珊瑚科所有種 （Helioporidae）
- 石珊瑚目所有種 （Scleractinia）
- 笙珊瑚科所有種 （Tubiporidae）

 CITES III
- 瘦長紅珊瑚 （Corallium elatius）
- 日本紅珊瑚 （Corallium japonicum）
- 白珊瑚 （Corallium konjoi）
- 細枝紅珊瑚 （Corallium secundum）

#### 中國法律
非法猎捕、杀害国家重点保护的珍贵、濒危野生动物的，或者非法收购、运输、出售国家重点保护的珍贵、濒危野生动物及其制品的，处五年以下有期徒刑或者拘役，并处罚金；情节严重的，处五年以上十年以下有期徒刑，并处罚金；情节特别严重的，处十年以上有期徒刑，并处罚金或者没收财产。——中華人民共和國《刑法》341條1款

### 宝石珊瑚

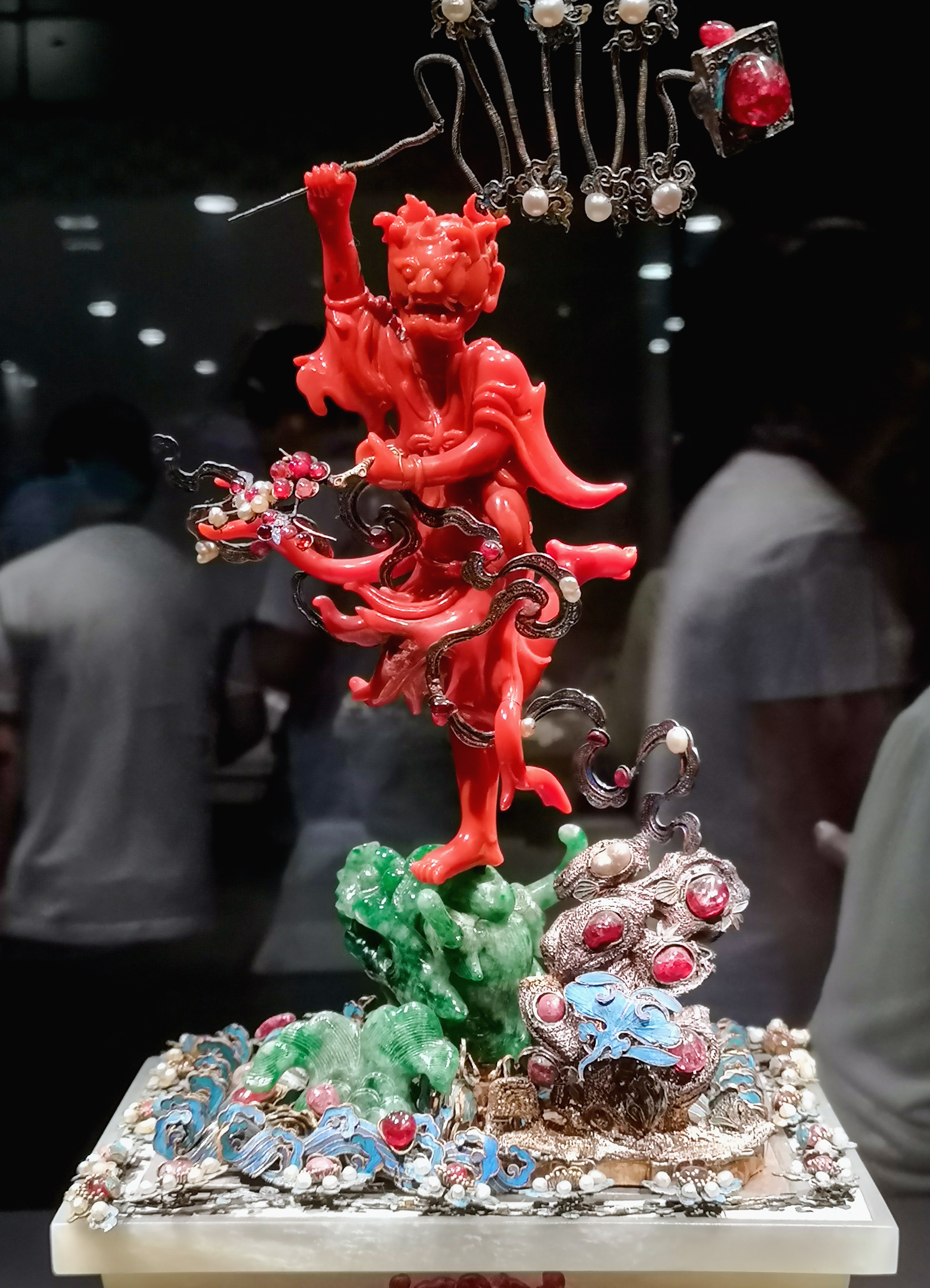
國立故宮博物院館藏「珊瑚魁星点斗独占鰲頭盆景」雕件

- 作为寶石或观赏石區分，其品种有：紅珊瑚、粉珊瑚、黑珊瑚、蓝珊瑚、地中海珊瑚、日本珊瑚、喀麦隆珊瑚、中国海南珊瑚等
- 紅珊瑚屬於八放珊瑚亞綱，鈣軸硬珊瑚目、紅珊瑚科、紅珊瑚屬。人們見到的紅珊瑚是殘留的骨骼，此為紅珊瑚的生物學特點。
- 生長區域：紅珊瑚生長於硬底、流急、無沉積物，特別是無陸源性沉積物的水質清澈，光照度低、低溫（8～20℃）海區。其中地中海紅珊瑚場最適溫度是10℃。
- 紅珊瑚生長慢、壽命長，紅珊瑚從幼蟲附著後10～12年才性成熟，每年夏季產卵，其浮浪幼蟲是負趨光性的。
- 紅珊瑚是珍貴的寶石珊瑚，中國過去曾將其作為皇家貢品，在印度和西藏，佛教徒視紅色珊瑚為如來佛化身[來源請求]，他們用珊瑚來做佛珠，或裝飾神像。
- 中医学認為紅珊瑚可治病入藥，然現行中國藥典2010年版[8]及台灣中藥典第二版[9]皆未收錄任何珊瑚。
- 紅珊瑚是名貴的裝飾品和工藝原料。其中有4种已被列入《濒危野生动植物物种国际贸易公约》（CITES）的附录Ⅲ中。[10]目前内地、香港間的個人攜帶或貿易皆需申辦CITES證書。[11][12]目前珊瑚漁船採捕之珊瑚限於寶石珊瑚。珊瑚漁船限由宜蘭縣南方澳漁港、澎湖縣馬公第三漁港或高雄市旗津漁港進出。所採珊瑚之交易，應於蘇澳區漁會以拍賣、議價、標價或投標方式公開進行。[13]

### 珊瑚割伤
珊瑚作为刺胞动物，其触手上長有许多有毒的刺胞，這是用作自身防卫和攻击其它生物的器官。在海水中若接触珊瑚，皮肤可被割伤，因而引起刺胞皮炎。此時轻者仅有瘙痒性红斑，重者（常因過敏）可在刺伤部位出现红肿，伴有剧烈的刺痒和疼痛，在不久後將会出现丘疹、水疱、瘀斑。

## 參看
- 珊瑚養殖（英语：Aquaculture of coral）
- 珊瑚礁
- 珊瑚島
- 環礁

## 延伸阅读
[在维基数据编辑]
 《欽定古今圖書集成·經濟彙編·食貨典·珊瑚部》，出自陈梦雷《古今圖書集成》
- 世界珊瑚礁綜合地圖 （页面存档备份，存于）